# 自由人出版
自由人出版有限公司是劉定堅於1988年創辦的香港出版社，是第一位不靠繪圖能力成立漫畫製作出版社的老闆，由於深感大公司扼殺創意，夥同馮志明、狄克以及黃國興成立「自由人出版集團有限公司」。
當時港漫界的新血精英馮志明、司徒劍僑、永仁、蔡景東及戇男等人都在自由人出版，出版了《刀劍笑》漫畫和青少年雜誌《Good》等。
後來「《情侶週刊》事件」令劉定堅及自由人出版社的形象破產，不單令集英社收回包含《男兒當入樽》在內的所有當紅漫畫版權，旗下主力《刀劍笑》主筆馮志明不滿劉定堅的作風，離開自由人集團，另行開辦出版社「精英策略文化出版集團」繼續出版《刀劍笑》等漫畫。
劉定堅之後開設YouTube頻道，不斷爆出不同KOL的個人私隱  

## 出版
- 《刀劍笑》
- 《愛殺》
- 《戇男故事》
- 《風流劍》
- 《男故事》
- 《殺劍》
- 《狄克戀曲》
- 《超神Z》
- 《刀劍笑新傳》
- 《相神》
- 《流氓律師》
- 《六道天書》
- 《霸劍》
- 《PS愛情》
- 《少年畫王》
- 《戇男鬼故事》
- 《無敵千王》
- 《賭聖傳奇》
- 《少年賭神》
- 《惡神RX》
- 《異形神探》
- 《街頭戰士》
- 《快打旋風》
- 《刀劍新傳》